# Radiotelevisione Italiana
RAI - Radiotelevisione Italiana S.p.A. ili samo RAI naziv je talijanske nacionalne radiotelevizije sa sjedištem u Rimu. 

## Povijest
Osnovana je 1923. kraljevskim dekretom kao koncesionar radijskih emisija u državnom monopolu, te je počela djelovati 1924. kao URI (Talijanska radiofonska unija), a od 1928. kao EIAR (Talijanska ustanova za radiofonsko slušanje), sa sjedištem u Torinu. 
Prve pokusne televizijske emisije u Italiji krenule su još 1934. godine. 
Pošto se EIAR kompromitirao kao glas fašističkog režima, 1944. je Kraljevska vlada osnovala RAI (Radio Audizioni Italiane). 
Od 3. siječnja 1954. RAI je počeo emitiranjem eksperimentalnoga televizijskog programa u Italiji. Zbog toga te godine dobiva sadašnji naziv. Dvije godine kasnije televizijski signal emitirao se na cijelom području Talijanske Republike. Zbog visoke cijene televizijskih prijemnika RAI je tih godina zabilježio tek mali broj pretplatnika (oko 360.000). 1974. talijanski je eter, odlukom Ustavnog suda, otvoren i za programe lokalnih i privatnih TV kuća, čime RAI gubi monopol. 
Sada RAI emitira 21 televizijski program, te osam nacionalnih radijskih programa, jedan internacionalni i tri na jezicima manjina.
Signali RAI-jevih kanala su se sve do prelaska na DVB-T hvatali i pratili diljem jadranske obale te čak dijelovima Zagreba. Danas se samo na Jadranu hvata zemaljskim putem i to se svodi često na propagacije. Najpoznatiji RAI-jev projekt je festival talijanske kancone Sanremo.

## TV programi

### Nacionalni programi
- Rai 1
- Rai 2
- Rai 3 (s regionalnim informativnim programima)
- Rai 4
- Rai 5
- Rai Sport
- Rai News 24
- Rai Movie
- Rai Premium
- Rai Storia
- Rai Gulp
- Rai Yoyo
- Rai Scuola
- Camera dei Deputati (Zastupnički dom)
- Senato della Repubblica (Senat)
- Rai Italia

### Programi za manjine
- Rai Südtirol
- Rai Ladinia
- Rai 3 Bis/TDD Furlanija Julijska Krajina
- Rai Vallée d'Aoste

## Vanjske poveznice
- Rai.it Službena stranica